# Gabriel Richard (cyclisme)
Pour le prêtre catholique français, voir Richard. Pour les homonymes, voir Richard.
Gabriel Richard, né le 30 novembre 1985, est un coureur cycliste argentin. Il s'est notamment classé deuxième de son championnat national en 2017. 

## Palmarès et résultats

### Palmarès par année
- 2005
  - 2e des 500 Millas del Norte
- 2007
  - 3e du championnat d'Argentine du contre-la-montre espoirs
- 2008
  - Gran Premio San Lorenzo
- 2010
  - 2e du Tour du Paraguay
- 2014
  - 2e et 3e étapes des 500 Millas del Norte
  - 3e des 500 Millas del Norte
- 2016
  - 4e étape des 500 Millas del Norte
  - 2e des 500 Millas del Norte
- 2017
  - 5e étape des 500 Millas del Norte
  - 2e des 500 Millas del Norte
  - 2e du championnat d'Argentine sur route
- 2018
  - 2e étape des 500 Millas del Norte

### Classements mondiaux
| Année            | 2007 | 2008 | 2009 | 2010 | 2011 |
| ---------------- | ---- | ---- | ---- | ---- | ---- |
| UCI America Tour | 376e |      |      | 354e | 46e  |